# 月下追信
『月下追信』（げっかついしん、拼音: yuèxiàzhuīxìn ユェシァヂュイシン）は、シャンチー（中国象棋）の残局（エンドゲーム）の1つ。

## 解法
1. 車八平六 将4進1
2. 車七平六 将4進1
3. 兵六進一 将4退1
4. 兵六進一 将4退1
5. 兵六進一 将4平5
6. 兵六進一（詰み）